# Київський собор 1629
Київський собор 1629 — помісний собор Православної церкви у Києві, скликаний 9 липня за наказом короля Польщі Сигізмунда III Вази з метою визначення позиції православної пастви щодо досягнення згоди з уніатами.

## Короткі відомості
Митрополит Іов Борецький після отримання королівського універсалу надіслав нереєстровим козакам (випищикам) його копію та свого листа, не повідомивши гетьмана реєстровців Грицька Чорного. Лев Іванович вислав Андрія Лагоду та Сопрона Сосимновича з листом до митрополита (лист датований 25 червня 1629, Османівка за Порогами).
Офіційні козацькі посланці та, мабуть, інші козаки вели крайню ліву опозиційну лінію серед одновірців. Частина православних, остерігаючись підступу з боку католиків, вимагала від митрополита Іова Борецького підписати відповідний протест, але він відмовився.
Уповноваженими від короля були князь Заславський, Адам Кисіль. Після наказу кн. Заславського вийти не запрошеним козакам ті відмовились. Наступного дня козаки криком та погрозами не дозволили провести засідання (Петро Могила плакав від козацьких криків). Надалі козаки почали погрожувати смертю духівництву у випадку їх участі в соборі.